# Melvin Brown (Fußballspieler)
Melvin Brown Casados (* 28. Januar 1979 in Naranjos, Veracruz) ist ein ehemaliger afromexikanischer Fußballspieler. Der auch als „Melvin el de los Choko Krispis“ bekannte Verteidiger bestritt seine fast seine gesamte Karriere in der ersten mexikanischen Liga.
Sein erstes Primera-División-Spiel machte Brown in der Apertura 2001 mit Cruz Azul. Schnell wurde er eine wichtige Stütze der Abwehr des Teams. In den drei Jahren, die er bei Cruz Azul blieb, spielte er 109 Spiele für den Klub, in denen er fünf Tore erzielen konnte. Nach der Clausura 2004 wechselte Brown zu den Jaguares de Chiapas. Dort blieb er bis einschließlich der Apertura 2007; er bestritt 104 Spiele für den Verein. Er wechselte zum Aufsteiger Puebla FC. Schon Mitte 2008 schloss er sich den UAG Tecos an. Ein Jahr später kehrte er zu Cruz Azul zurück, wo er jedoch nur eine Spielzeit blieb. Die Saison 2010/11 lief Brown erneut für Puebla FC auf. Es war in seiner letzten Spielzeit in der ersten mexikanischen Liga. Er ging Mitte 2011 zu Cruz Azul Hidalgo in die zweite mexikanische Liga. Die Saison 2011/12 beendete er mit seiner Mannschaft auf dem vorletzten Platz. Nach Saisonende heute er bei Ligakonkurrent CD Irapuato an, wo er im Jahr 2013 seine Laufbahn beendete.
Brown war ebenso im mexikanischen Nationalteam aktiv. Sein Debüt als Nationalverteidiger gab er am 7. Januar 2001 gegen die USA. Obwohl er mit zur Fußball-WM 2002 reiste, wurde er nicht eingesetzt.